# Vaiden (Mississippi)
Vaiden település az Amerikai Egyesült Államok Mississippi államában, Carroll megyében, melynek megyeszékhelye is. Lakosainak száma 907 fő (2020. április 1.).

## Népesség
A település népességének változása:

| 2010 | 734 |
| 2020 | 907 |